# Philippi (Virginia Occidental)
Philippi es una ciudad ubicada en el condado de Barbour en el estado estadounidense de Virginia Occidental. En el Censo de 2010 tenía una población de 2966 habitantes y una densidad poblacional de 388,33 personas por km².

## Geografía
Philippi se encuentra ubicada en las coordenadas 39°8′50″N 80°3′2″O / 39.14722, -80.05056. Según la Oficina del Censo de los Estados Unidos, Philippi tiene una superficie total de 7.64 km², de la cual 7.4 km² corresponden a tierra firme y (3.12%) 0.24 km² es agua.

## Demografía
Según el censo de 2010, había 2966 personas residiendo en Philippi. La densidad de población era de 388,33 hab./km². De los 2966 habitantes, Philippi estaba compuesto por el 92.72% blancos, el 2.26% eran afroamericanos, el 1.08% eran amerindios, el 0.88% eran asiáticos, el 0.03% eran isleños del Pacífico, el 0.17% eran de otras razas y el 2.87% pertenecían a dos o más razas. Del total de la población el 0.67% eran hispanos o latinos de cualquier raza.